# Stantec Tower
Stantec Tower è un grattacielo a uso misto a Edmonton, in Alberta.

## Caratteristiche
Alto 250 metri e con 66 piani ha superato il JW Marriott Edmonton Ice District & Residences, diventando l'edificio più alto di Edmonton. L'area commerciale della torre è stata aperta il 26 settembre 2018, e la parte residenziale a fine 2019.   La torre di 66 piani è composta da spazi commerciali, uffici e 454 unità abitative. Ospita il quartier generale di Stantec e si trova vicino a Rogers Place, sede della Edmonton Oilers e della NHL.

## Costruzione
Il lavoro di ingegneria e progettazione è stato completato dagli stessi Stantec e presentato al pubblico il 26 agosto 2014. Il progetto iniziale consisteva in 62 piani ad un'altezza di 224 metri. Tuttavia, il progetto definitivo della torre consiste in 66 piani e un'altezza di 251 metri all'ultimo piano.
La costruzione è iniziata nell'autunno del 2014,  completando i lavori di fondazione e superando il livello della strada nell'agosto 2016. Il progetto ha raggiunto un primo traguardo quando ha superato il 30 ° piano, segnando la cima dei piani commerciali e degli uffici, a novembre 2017.
La Stantec Tower aveva raggiunto il suo 30 ° piano appena 14 giorni dopo che l'edificio vicino, il JW Marriott Edmonton Ice District & Residences, era diventato l'edificio più alto di Edmonton. Entrambi questi progetti di costruzione hanno continuato ad aggiungere piani, con il JW Marriott Edmonton Ice District & Residences che ha raggiunto la sua massima altezza 192,15 metri nel marzo 2018. Stantec Tower ha raggiunto questa altezza il 23 maggio 2018 diventando l'edificio più alto di Edmonton,
La torre è stata inaugurata il 26 settembre 2018, con i dipendenti di Stantec che si sono trasferiti per occupare 29 piani nell'ottobre 2018. Il 16 novembre la torre è stata completamente strutturalmente, diventando l'edificio più alto in Canada al di fuori di Toronto.

## Principali inquilini
I principali inquilini annunciati sono stati:
- PwC Canada - due piani - 4 738 metri quadri (51 000 ft²)[14]
- Dentons Canada - 3 piani ( 24, 25 e 26)[15]
- Stantec
- DLA Piper[13]